# Selig ist der Mann, BWV 57
Selig ist der Mann, BWV 57 (Feliç l'home), és una cantata religiosa de Johann Sebastian Bach per al segon dia de Nadal (Sant Esteve), estrenada a Leipzig, el 26 de desembre de 1725.

## Origen i context
El llibret és de Georg Christian Lehms, secretari de la cort de Darmstadt, i forma part del cicle Gottgefälliges Kirchen-Opffer de 1711. Bach canvia el coral final per la sisena estrofa de l'himne Hast du denn Jesu, dein Angesicht, d'Ahasverus Fritsch (1668), i per al primer número utilitza un versicle de la Carta de Jaume (1, 12). Bach intitula l'obra com a “Concert en diàleg”, que té com a protagonistes, Jesús, cantat pel baix, i l'Ànima, pel soprano. A remarcar, però, l'estructura de l'obra, sense cap duo i que només en els dos recitatius, números 4 i 6, hi ha veritablement un diàleg. Centrada en la figura de Sant Esteve, fa del suplici del primer màrtir del cristianisme, una al·legoria de la redempció per la mort de Jesús. Per a aquesta festivitat es conserven, a més, la cantata BWV 40, la BWV 121 i la segona de l'Oratori de Nadal (BWV 248).

## Anàlisi
Obra escrita per a soprano, baix i cor (només en el coral final); dos oboès, oboe da caccia, corda i baix continu. Consta de vuit números.
1. Ària (baix): Selig ist der Mann, der die Anfechtung erdulde (Feliç l'home, que suporta les temptacions)
2. Recitatiu (soprano): Ach! dieser süße Trost (Ai! aquest tendre conhort,)
3. Ària (soprano): Ich wünschte mir den Tod, den Tod (Per la mort, per la mort, sospiro)
4. Recitatiu (soprano i baix): Ich reiche dir die Hand (Vine, que t’allargo la mà)
5. Ària (baix): Ja, ja, ich kann die Feinde schlagen (Sí, sí, jo puc colpejar els enemics)
6. Recitatiu (soprano i baix): In meiner Schoß liegt Ruh und Leben (A la meva falda tindràs repòs i amor)
7. Ària (soprano): Ich ende behende mein irdisches Leben (Deixaré lleuger de bategar a la terra)
8. Coral: Richte dich, Liebste, nach meinem Gefallen und gläube (Estimat, tingues fe en qui et va prometre)

L'obra comença amb una ària de baix, que canta el versicle de la Carta de Jaume indicat, en to menor, i la temptació, la prova a què fa referència és la mort, que està representada per la corona de la vida, més que una ària és quasi un arioso declamat. La primera ària de soprano, número 3, també en to menor, reposa sobre dos temes enunciats pels primers violins, el primer referit a la mort, i el segon, en forma de minuet, ho fa a l'amor de Jesús. En el breu recitatiu, número 4, entren en contacte l'ànima i Jesús, que li ofereix auxili, de manera que el baix ja està a punt d'iniciar l'ària de caràcter decidit i aclaparador, en què Jesús proclama la seva victòria sobre l'enemic, acompanyat per tota la corda i el continu. El recitatiu següent, número 6, és un diàleg sec dels dos protagonistes, en què l'ànima fa referència a Sant Esteve; l'última ària, de soprano amb el violí solista i el continu, plena de misticisme, té moments quasi operístics. El coral indicat, en l'única intervenció del cor, tanca la cantata, com és habitual, que té una durada aproximada de quasi mitja hora.

## Discografia seleccionada
- J.S. Bach: Das Kantatenwerk. Sacred Cantatas Vol. 3. Nikolaus Harnoncourt, Tölzer Knabenchor (Gerard Schmidt-Gaden, director del cor), Concentus Musicus Wien, Peter Jelosits (solista del cor), Ruud van der Meer. (Teldec), 1994.
- J.S. Bach: The complete live recordings from the Bach Cantata Pilgrimage. CD 55: St Bartholomew’s, Nova York; 27 de desembre de 2000. John Eliot Gardiner, Monteverdi Choir, English Baroque Soloists, Joanne Lunn, Peter Harvey. (Soli Deo Gloria), 2013.
- J.S. Bach: Complete Cantatas Vol. 17. Ton Koopman, Amsterdam Baroque Orchestra & Choir, Bogna Bartosz, Klaus Mertens. (Challenge Classics), 2005.
- J.S. Bach: Cantatas Vol. 43. Masaaki Suzuki, Bach Collegium Japan, Hana Blazkova, Peter Kooij. (BIS), 2009.
- J.S. Bach: Church Cantatas Vol. 18. Helmuth Rilling, Gächinger Kantorei, Bach-Collegium Stuttgart, Arleen Augér, Adalbert Kraus. (Hänssler), 1999.
- J.S. Bach: Cantatas for the Liturgical Year Vol 14. Sigiswald Kuijken, La Petite Bande, Gerlinde Säman, Jan van Crabenn. (Accent), 2011.
- J.S. Bach: Christmas Cantatas. Philippe Herreweghe, Collegium Vocale Gent, Vasilijka Jezovsek, Peter Kooij. (Harmonia Mundi), 2010.
- Alfredo Bernardini, Kirchheimer BachConsort, Hana Blažíková, Dominik Wörner J. S. Bach Dialogkantaten BWV 32, 57, 58. cpo, 2016.